# 王志弘
王志弘，台灣平面設計師，國際平面設計聯盟（Alliance Graphique Internationale, AGI）會員。

## 生平
平面設計師，致力於將字體設計融入到設計項目中，涉及文化和商業領域。他與出版社合作推出了自己的出版品牌，以國際知名藝術家的翻譯書籍和他們的作品為特色，包括荒木經惟、大竹伸朗、橫尾忠則、中平卓馬和COME des GARÇONS。他獲得的獎項包括：英國D&AD、紐約ADC、紐約TDC獎、東京TDC獎提名、韓國坡州年度出版美術獎及香港HKDA葛西薫評審獎。著有《Design by wangzhihong.com: A Selection of Book Designs, 2001-2016》。

## 主要獲獎經歷
- 2025年，ADC Awards - Merit（COLLECT CLASSICO）, New York, US
- 2025年，Tokyo TDC Annual Awards - Excellent Works（COLLECT CLASSICO、FUN FUN TOWN）, Tokyo, JP
- 2025年，International Poster Biennale in Warsaw - Selected（Beyond the Summit）, Warsaw, PL
- 2023年，D&AD Awards - Wood Pencil（Meters Series）, London, UK
- 2023年，ADC Awards - Merit（Meters Series）, New York, US
- 2023年，Tokyo TDC Annual Awards - Prize Nominee Work（我的插畫史）, Tokyo, JP
- 2023年，Golden Butterfly Award - Silver Award（杜連魁）, Taipei, TW
- 2022年，Tokyo TDC Annual Awards - Excellent Works（杜連魁）, Tokyo, JP
- 2021年，ADC Awards - Silver Cube（細江英公自傳三部作）, New York, US
- 2021年，TDC Awards - Certificate of Typographic Excellence（細江英公自傳三部作）, New York, US
- 2021年，International Poster Triennial Toyama - Shortlist（Landscape of Words）, Toyama, JP
- 2021年，Tokyo TDC Annual Awards - Excellent Works（決鬥寫真論、建構視覺文化的13人）, Tokyo, JP
- 2020年，Tokyo TDC Annual Awards - Excellent Works（Landscape of Words、改變日本生活的男人、字形散步 走在台灣）, Tokyo, JP
- 2019年，Tokyo TDC Annual Awards - Prize Nominee Work（挑釁以外），Excellent Works（中平卓馬就是中平卓馬、夜曲）, Tokyo, JP
- 2018年，Tokyo TDC Annual Awards - Prize Nominee Work（字母會），Excellent Works（猛暑）, Tokyo, JP
- 2017年，Tokyo TDC Annual Awards - Excellent Works（看不見的聲音，聽不到的畫、Design by wangzhihong.com）, Tokyo, JP
- 2014年，Tokyo TDC Annual Awards - Excellent Works（幻城）, Tokyo, JP
- 2014年，PAJU Book Award - Book Design Award（Source Series）, Paju, KR
- 2013年，Tokyo TDC Annual Awards - Excellent Works（幽談、冥談）, Tokyo, JP
- 2012年，Tokyo TDC Annual Awards - Excellent Works（李德、學學文創四週年慶邀請卡）, Tokyo, JP
- 2012年，Golden Butterfly Award - Golden Award（時代之眼）, Taipei, TW
- 2012年，Golden Butterfly Award - Silver Award（自由）, Taipei, TW
- 2009年，Tokyo TDC Annual Awards - Excellent Works（銀色的月球）, Tokyo, JP
- 2009年，HKDA Asia Design Awards - Kaoru Kasai’s Choice Award（銀色的月球）、Silver Award（銀色的月球）, Hong Kong, CN
- 2009年，Golden Butterfly Award - Golden Award（銀色的月球）, Taipei, TW
- 2008年，Golden Butterfly Award - Golden Award（1982、不如去流浪）, Taipei, TW
- 2005年，Golden Butterfly Award - Golden Award（屋頂上的石斛蘭、恍惚）, Taipei, TW

## 評審
- D&AD Awards，Typography，2022

## 展覽
- Modes and Characters（もじ イメージ Graphic 展 （页面存档备份，存于）），21_21 Design Sight，2023，Tokyo，JP

## 主編統籌書系

##### Source Series
- 鯨魚在噴水（佐藤卓，2012年）
- 就是喜歡！草間彌生（Pen編輯部，2012年）
- 海海人生！橫尾忠則自傳（橫尾忠則，2013年）
- 可士和式（天野祐吉、佐藤可士和，2013年）
- 決鬥寫真論（篠山紀信、中平卓馬，2013年）
- COMME des GARÇONS研究（南谷繪里子，2013年）
- 1972青春軍艦島（大橋弘，2013年）
- 日本寫真50年（大竹昭子，2014年）
- 製衣（山本耀司，2014年）
- 背影的記憶（長島有里枝，2014年）
- 一個嚮往清晰的夢（Wibo Bakker，2015年）
- 東京漂流（藤原新也，2015年）
- 看不見的聲音，聽不到的畫（大竹伸朗，2016年）
- 我的手繪字（平野甲賀，2016年）
- Design by wangzhihong.com（王志弘，2016年）
- 為何是植物圖鑑（中平卓馬，2017年）
- 我在拍電影時思考的事（是枝裕和，2017年）
- 色度（德瑞克．賈曼，2018年）
- 想法誕生前最重要的事（森本千繪，2018年）
- 朱紅的記憶：龜倉雄策傳（馬場真人，2018年）
- 字形散步 走在台灣：路上的文字觀察（藤本健太郎，2019年）
- 改變日本生活的男人：花森安治傳（津野海太郎，2019年）
- 建構視覺文化的13人（idea編輯部，2019年）
- 無邊界：我的寫真史（細江英公，2020年）
- 我思我想：我的寫真觀（細江英公，2020年）
- 球體寫真二元論：我的寫真哲學（細江英公，2020年）
- 製作文字的工作（鳥海修，2020年）
- 瑪莉娜．阿布拉莫維奇死後（James Westcott，2020年）
- 創意競擇（肯．科辛達，2021年）
- 塑思考（佐藤卓，2021年）
- 與希林攜手同行（是枝裕和，2021年）
- 我的插畫史：1960–1980（南伸坊，2022年）
- 美好的炸藥家醜（末井昭，2023年）
- Dieter Rams作品全集（Klaus Klemp，2023年）

##### Insight Series
- 佐藤可士和的超整理術（佐藤可士和，2008年）
- 寫真的話（荒木經惟，2009年）
- 為什麼設計。原研哉與阿部雅世的對話（原研哉、阿部雅世，2009年）
- Herman Miller物語（渡邊力，2010年）
- 無限的網：草間彌生自傳（草間彌生，2011年）
- 白（原研哉，2012年）
- 世界是設計（奧托．艾舍，2014年）

## 外部連結
- wangzhihong.com （页面存档备份，存于）
- Facebook Page （页面存档备份，存于）
- Instagram （页面存档备份，存于）

## 訪問資料
- Wang Zhi-Hong on his shifting approach of "hiding information" in graphic design （页面存档备份，存于）
- Wang Zhi-Hong's work aims to highlight the "importance of text in Chinese graphic design" （页面存档备份，存于）
- Taiwanese graphic designer Wang Zhi-Hong's sublime cover designs （页面存档备份，存于）
- Wang Zhi-Hong's thoughtfully designed book about Dutch modernism （页面存档备份，存于）